# Michel de Montaigne
Michel de Montaigne (født 28. februar 1533, død 13. september 1592) var en fransk renæssancehumanist, der grundlagde essaygenren. Montaigne fik en utraditionel opdragelse uden prygl og lærte på faderens foranledning at tale latin, før han blev undervist i fransk. Fra 1557 til 1571 var han dommer i Bordeaux og var 1581-1585 byens borgmester.
Montaigne udgav i 1580 første bind af sine "essais". Det er en samling korte tekster i en legende, kunstnerisk stil, og alle med ham selv som undersøgelsens objekt. Litteraturforskere har diskuteret, om Montaigne valgte titlen "essais" til sine tre bøger (1580, 1588, 1595) som et åndeligt forsøg eller som en litterær genrebetegnelse. Essai betyder på fransk både eksperiment, stillen på prøve, forsøg, øvelse, elevarbejde, smagsprøve og erfaring.